# Noyakert
Noyakert (en arménien Նոյակերտ ) est une communauté rurale du marz d'Ararat en Arménie. En 2008, elle compte 2 385 habitants.